# 愛について、東京
『愛について東京』（あいについてとうきょう）は、1993年の日本映画である。

## 概要
国際色が日に日に強まる現代の東京を舞台に、したたかに生きる中国人留学生、日本育ちの中国人少女、パチンコ店を経営する元やくざの3人の男女が織り成す奇妙な三角関係を描くドラマである。監督・脚本・製作（共同）は柳町光男で、前作『チャイナシャドー』製作中に多くの中国人と出会ったことが今回の映画作りにつながった。撮影は安藤庄平、音楽は立川直樹（チェロを溝口肇）が担当した。主演のウー・シャオトンと岡坂あすかを始め、中国人キャストはオーディションによって選ばれた新人である。第5回東京国際映画祭で審査員特別賞を受賞し、1993年度キネマ旬報ベストテン第7位となる。

## あらすじ
東京。郊外のと畜場でアルバイトをしながら日本語学校に通う北京からの留学生・方純は、ホストクラブで働く仲間の潘小毛といかさまパチンコで儲けた金で日本料理屋で豪遊、そこで働く中国人少女・アイリンと知り合う。日本生まれ中国語が話せない彼女は、上海にいる祖父母を訪ねるのが夢だった。ある時、方純は友人の李やアイリンらを誘ってまたいかさまパチンコを働くが、その不正を元やくざの店員・遠藤に見つかり、外国人登録証をとりあげられ、翌日までに10万円払うよう要求される。方純は、潘の紹介で日本女性に体を売るがそれでも足りない。だが遠藤は金の代わりにアイリンの紹介を乞う。方純は逆に遠藤にアイリンを与える代わりに玉の出る台を教えるようしたたかにも要求した。妻・明代は店員の吉田と浮気をしており、性的不能である遠藤にとってアイリンは唯一の心のよりどころとなっていった。アイリンはそんな遠藤の陰りある愛情にほだされていくが、方純との肉体関係も続いていた。だが遂にそんな関係が遠藤の知れるところとなり、遠藤は方純を捕まえ「裏切り者」と激しく殴りつける。さらに方純の周辺では、妻・黄麗を日本人パトロンに与えることに惨めさが高じていた李が、妻を刺殺するという事件を起こした。しばらくして方純がパチンコ店を訪ねてみると、店は閉店され、遠藤とアイリンは失踪していた。パチンコの金づるを断たれ、と畜場もやめた方純だったが、うちのめされる様子もなく、ホストクラブで金を稼ぎながら生きていこうとするのだった。

## キャスト
- 方純：ウー・シャオトン
- アイリン：岡坂あすか
- 遠藤：藤岡弘
- 明代：戸川純
- ヒトシ：今井雅之
- 李保国：グー・シャオトン
- 暴力団風の男：浜田晃
- 経理課長：渡辺哲
- 吉田：ガダルカナル・タカ
- 女性客：長坂しほり
- 日本語学校の教師：宮下順子
- 板前：上田耕一

## スタッフ
- 監督： 柳町光男
- 製作： 田中穣、荻野正昭
- 脚本： 柳町光男
- 撮影： 安藤庄平
- 音楽： 立川直樹、溝口肇
- 美術： 木村威夫、竹内公一
- 編集： 小川信夫
- 録音： 井上宗一
- 助監督： 成瀬活雄
- 照明： 松井博
- その他：依田恭司郎

## 受賞
- 1992年 ナント三大陸映画祭 最優秀アジア映画賞。同 主演男優賞（呉暁東）
- 第5回東京国際映画祭 審査員特別賞
- 第67回キネマ旬報ベスト・テン 日本映画部門 第7位入賞
- 1992年 ヴェネツィア国際映画祭 正式出品